# Ich hatte viel Bekümmernis
Ich hatte viel Bekümmernis (J'avais grande affliction) (BWV 21) est une cantate religieuse de Johann Sebastian Bach.

## Histoire et livret
Sa genèse est un peu complexe. Bach écrivit cette cantate probablement à Weimar en 1713 mais selon P. Brainard elle serait issue d'un premier travail datant de Mühlhausen. Il l'utilisa alors pour briguer le poste d'organiste de Halle devenu vacant après la mort de son titulaire, Friedrich Wilhelm Zachow. Bach concourut en décembre 1713 mais le duc de Weimar le nomma Konzermeister et il abandonna ses vues sur Halle.
Cette cantate fut donnée, après révision, en la chapelle ducale de Weimar pour le troisième dimanche après la Trinité de 1714 qui tombait cette année le 17 juin. Pour cette destination liturgique, deux autres cantates ont franchi le seuil de la postérité : les BWV 135 et 150. Le compositeur procéda à une autre révision durant les années passées à Köthen, en 1720 précisément. Elle lui servit alors de matériau pour postuler aux orgues de l'église Saint-Jacques de Hambourg en novembre 1720.
La cantate fut de nouveau donnée le 13 juin 1723 à Leipzig dans une version encore améliorée. Il est écrit sur le catalogue personnel de Bach « e per ogni tempo » (donc qu'elle est Pour tous les temps [liturgiques]), ce qui indique que cette cantate était appropriée à toute circonstance, sans référence à quelque solennité que ce soit puisque les lectures prescrites et les textes étaient d'ordre très général. Il est probable que cette partition tenait une place à part dans le cœur de Bach : tant de relectures et par deux fois support de ses multiples candidatures.
Les lectures prescrites pour ce jour étaient Pierre 5: 6-11 et Luc 15: 1-10.
Le livret est constitué d'une collection de nombreux textes d'origines très diverses, à savoir :
- Psaume 94, verset 19 (deuxième mouvement)
- probablement Salomon Franck (troisième et cinquième mouvements)
- Psaume 42 (41), verset 5 (sixième mouvement)
- probablement Salomon Franck (septième et huitième mouvements)
- Psaume 116, verset 7 (neuvième mouvement)
- probablement Salomon Franck (dixième mouvement)
- Apocalypse, chapitre 5, versets 12-13 (onzième mouvement)

Le thème du choral, Wer nur den lieben Gott läßt walten est de Georg Neumark dans son « Fortgepflantzter Musikalisch-Poetischer Lustwald », publié à Iéna (1657).
Ich hatte viel Bekümmernis se distingue à plus d'un titre des cantates de Bach ne serait-ce que par sa durée extraordinaire de près de 45 minutes.

## Structure et instrumentation
La cantate est écrite pour trois trompettes, timbales, quatre trombones, hautbois, deux violons, alto et basse continue (avec basson et orgue explicitement indiqués), trois solistes (soprano, ténor, basse) et chœur à quatre voix.
Il y a onze mouvements répartis en deux groupes : les mouvements 1 à 6 doivent être chantés avant le sermon, les mouvements 7 à 11 après :
| Nr. | Type                 | Titre (allemand)                                           | Titre (français)                                                 | Voix/Instrumentation                                                 | Texte (source)                                | Remarques                                             |
| --- | -------------------- | ---------------------------------------------------------- | ---------------------------------------------------------------- | -------------------------------------------------------------------- | --------------------------------------------- | ----------------------------------------------------- |
| 1   | Sinfonia             | —                                                          | —                                                                | Hautbois, violon solo, continuo                                      | Instrumental                                  | Peut provenir d'un concerto pour hautbois et violon.  |
| 2   | Chœur                | Ich hatte viel Bekümmernis in meinem Herzen                | J'avais grande affliction en mon cœur                            | SATB, trompettes I-III, timbales, hautbois, basson, cordes, continuo | Psaume 94, verset 19                          | Motif de "soupirs douloureux".                        |
| 3   | Aria                 | Seufzer, Tränen, Kummer, Not                               | Soupirs, larmes, chagrin, détresse                               | Soprano, continuo                                                    | Probablement Salomon Franck.                  | Thème de la souffrance.                               |
| 4   | Récitatif            | Wie hast du dich, mein Gott                                | Comment t'es-tu, mon Dieu...                                     | Ténor, continuo                                                      | Salomon Franck (probable)                     | Dialogue avec Dieu.                                   |
| 5   | Aria                 | Bäche von gesalznen Zähren                                 | Ruisseaux de larmes salées                                       | Ténor, violon solo, continuo                                         | Probablement Salomon Franck                   | Métaphore des larmes comme un torrent.                |
| 6   | Chœur                | Was betrübst du dich                                       | Pourquoi t'affliges-tu ?                                         | SATB, trompettes, timbales, cordes, continuo                         | Psaume 42 (41), verset 5                      | Appel à l'espérance.                                  |
| 7   | Récitatif (Dialogue) | Ach Jesu, meine Ruh                                        | Ah Jésus, mon repos                                              | Soprano (Âme), Basse (Vox Christi), continuo                         | Salomon Franck (probable)                     | Dialogue entre l'âme et Jésus.                        |
| 8   | Aria (Duo)           | Komm, mein Jesu, und erquicke / Ja, ich komme und erquicke | Viens, mon Jésus, et réconforte / Oui, je viens et te réconforte | Soprano, Basse, continuo                                             | Salomon Franck (probable)                     | Échange entre l'âme et le Christ.                     |
| 9   | Chœur                | Sei nun wieder zufrieden, meine Seele                      | Sois maintenant apaisée, mon âme                                 | SATB, trompettes, timbales, cordes, continuo                         | Psaume 116, verset 7 + Choral (Georg Neumark) | Combinaison de texte biblique et de choral.           |
| 10  | Aria                 | Erfreue dich, Seele, erfreue dich, Herze                   | Réjouis-toi, âme, réjouis-toi, cœur                              | Ténor, hautbois, continuo                                            | Salomon Franck (probable)                     | Transition vers la joie.                              |
| 11  | Chœur                | Das Lamm, das erwürget ist                                 | L'Agneau qui a été immolé                                        | SATB, trompettes, trombones I-IV, timbales, cordes, continuo         | Apocalypse, chapitre 5, versets 12-13         | Hymne final de louange ; trombones doublent les voix. |

## Musique
La cantate évoque des thèmes de profonde souffrance, de douleur et de deuil qui dominent la musique dans la première partie qui commence par la sinfonia d'ouverture avec hautbois et violon solo. Un motif de soupir douloureux caractérise un sentiment sombre et oppressant, à l'image d'un torrent de larmes et d'inondation évoqué par la montée de la musique. L'ambiance change dans la seconde partie de la cantate : transformée par la confiance des pécheurs dans la grâce de Dieu, l'humeur est à la joie, le mouvement final formant un puissant hymne de louange.
La cantate s'ouvre sur une sinfonia provenant peut-être du mouvement lent d'un concerto pour hautbois et violon.
La musique de cette cantate du début de la carrière de Bach utilise le style motet dans les mouvements de choral et les paroles de la Bible y sont particulièrement mises en valeur. Elles sont placées dans les mouvements de choral à la différence des autres cantates de la période de Weimar où elles étaient spécifiquement composées pour les récitatifs.
Comme les autres cantates de cette période, les idées sont exprimées en dialogues : dans les septième et huitième mouvements, la soprano représente « die Seele » (l'âme) et la basse la Vox Christi (Jésus). Le style du poème suggère que Salomon Franck en est l'auteur comme dans Erschallet, ihr Lieder, erklinget, ihr Saiten ! BWV 172.
Le neuvième mouvement pour chœur combine les paroles de la Bible du psaume 116:7 avec les deuxième et cinquième versets du seul choral de la cantate, Wer nur den lieben Gott lässt walten. Ce mouvement servait peut-être de final à l'origine. Pour une interprétation publique à Saint-Thomas de Leipzig, Bach fit doubler les voix par quatre trombones, uniquement dans ce mouvement.

## Sources
- Gilles Cantagrel, Les cantates de J.-S. Bach, Paris, Fayard, mars 2010, 1665 p.  (ISBN 978-2-213-64434-9)

- (en) Cet article est partiellement ou en totalité issu de l’article de Wikipédia en anglais intitulé « Ich hatte viel Bekümmernis, BWV 21 » (voir la liste des auteurs).